# Ferronor
Ferronor (Empresa de Transporte Ferroviario S.A.) es una empresa de transporte ferroviario chilena que opera el antiguo ferrocarril Longitudinal Norte de la Empresa de los Ferrocarriles del Estado. Esta red pasó en 1997 a manos del sector privado, y desde 2004 el principal accionista es APCO.
Actualmente Ferronor cuenta con una red de más de 2300 kilómetros de vías férreas, compuesta de una vía principal de trocha métrica entre La Calera e Iquique, además de varios ramales, incluyendo el Ramal Internacional Socompa, que une a Chile y Argentina a través del trayecto del antiguo Ferrocarril Antofagasta-Salta, conocido en su lado argentino por el nombre turístico de Tren a las Nubes.

## Historia

### Orígenes de los ferrocarriles
Las primeras vías férreas en Chile fueron construidas a mediados del siglo XIX en el norte del país, la primera fue el Ferrocarril Caldera-Copiapó inaugurada en 1851. De ahí en adelante se empezaron a construir ferrocarriles de pertenencia extranjera, con el fin de la explotación de recursos naturales (como salitre y cobre). Luego de la guerra del Pacífico, los territorios, las salitreras y los ferrocarriles pasaron a ser de nacionalidad chilena.
Las salitreras siguieron funcionando y explotando hasta su caída a inicios de la década de 1930. Sin embargo, justo durante esa época, comenzaba la explotación de cobre, lo que permitió la supervivencia y expansión de las vías férreas en el norte del país.
Durante un gran periodo de tiempo, estas vías se hallaron sin una conexión central, hasta que en 1915 se construyó la línea Longitudinal Norte, generando una conexión total de todos estos ramales, nacionalizando y anexándose a la Empresa de los Ferrocarriles del Estado en 1916.

### Privatización del servicio
El sistema de transporte de la red norte fue utilizado principalmente para el transporte de carga, pero también para pasajeros. El 1 de febrero de 1982, producto del proceso de descentralización de la Empresa de los Ferrocarriles del Estado, la red del Longitudinal Norte se convierte en una empresa subsidiaria denominada «Ferrocarriles del Norte».
El 20 de diciembre de 1988 fue constituida la Empresa de Transportes Ferroviarios S.A. (Ferronor S.A., abreviación de «Ferrocarril del Norte»), conformada por la Corporación de Fomento de la Producción (99,9 %) y Sacor (0,1 %). Un año después, el 21 de diciembre de 1989, la Empresa de los Ferrocarriles del Estado traspasó la Red Norte a Ferronor y ésta adquirió 1880 km de vías desde la estación La Calera hasta la estación Iquique. En 1997 Ferronor es completamente privatizada, siendo vendida a un consorcio conformado por APCO (Andres Pirazzoli y Cía Ltda) y Rail America, quienes por medio de una licitación adquieren el 100 % de la empresa. En 2004 Rail America dejó la empresa.

## Locomotoras
| Número Ferronor | Tipo       | Número de orden | Año de construcción | Dueños anteriores                | Notas                                                                                              | Imagen |
| --------------- | ---------- | --------------- | ------------------- | -------------------------------- | -------------------------------------------------------------------------------------------------- | ------ |
| 71 - 72         | EMD G18U   | 710938, 710939  | 1968                | Andes Copper Mining Co.          | [ 14 ]                                                                                             |        |
| 73              | EMD SW1200 |                 |                     | Codelco                          | [ 15 ]                                                                                             |        |
| 81 - 82         | EMD G12    | 701651, 701652  | 1957                | Andes Copper Mining Co., Codelco | [ 14 ]                                                                                             |        |
| 83              | EMD G12    | 701954          | 1959                | Andes Copper Mining Co.          | [ 14 ]                                                                                             |        |
| 91 - 93         | EMD GR12U  | 710341 - 710353 | 1965                | Codelco                          | [ 16 ] [ 17 ]                                                                                      |        |
| 94              | EMD G22CU  |                 | 1971                | Codelco                          | Ordenado por FCAB para Codelco para eludir las restricciones a las exportaciones en Estados Unidos |        |
| 401 - 419       | EMD GR12U  | 700190 - 700208 | 1961 - 1962         | EFE Dt 13001 - 13019             | [ 18 ] [ 19 ] [ 20 ]                                                                               |        |
| 420             | EMD GR12U  |                 |                     |                                  | [ 18 ]                                                                                             |        |
| 421 - 423       | EMD GR12U  | 700209 - 700211 |                     | CAP                              | [ 21 ]                                                                                             |        |
| 424 - 426       | EMD GR12U  | 710550 - 710552 |                     | CAP                              | [ 14 ] [ 22 ] [ 23 ]                                                                               |        |
| 601             | EMD GT26CU |                 |                     | FCCA                             | [ 24 ]                                                                                             |        |
| 4601 - 4606     | EMD GT46AC |                 | 2013                |                                  | [ 25 ]                                                                                             |        |

La empresa también posee material rodante histórico, como por ejemplo la locomotora 3858, perteneciente al antiguo Ferrocarril de Carrizal y que actualmente se encuentra en exhibición en la Plaza Memorial Ferroviario de Coquimbo.

## Imágenes

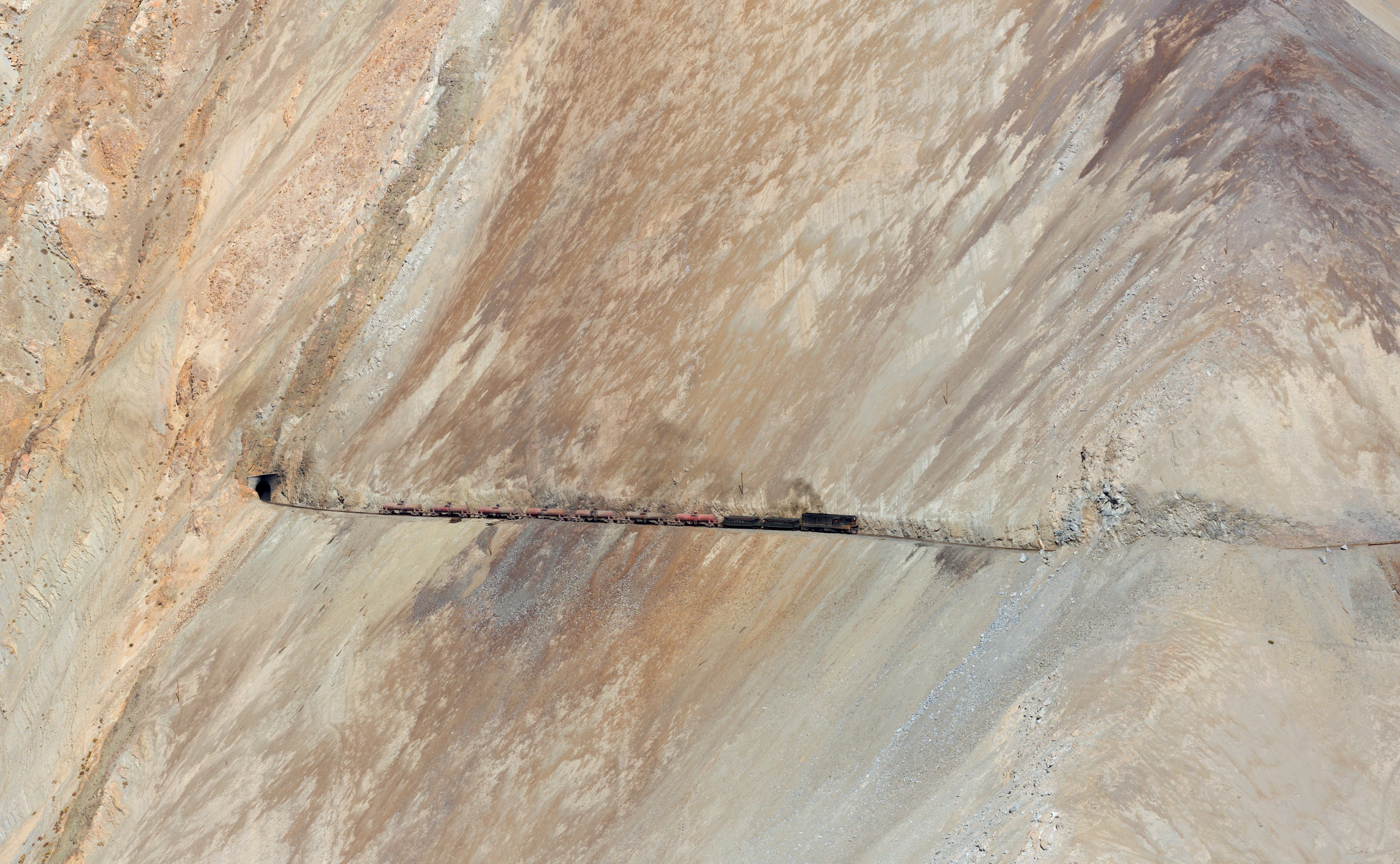
Tren con vagones para transporte de ácido sulfúrico.
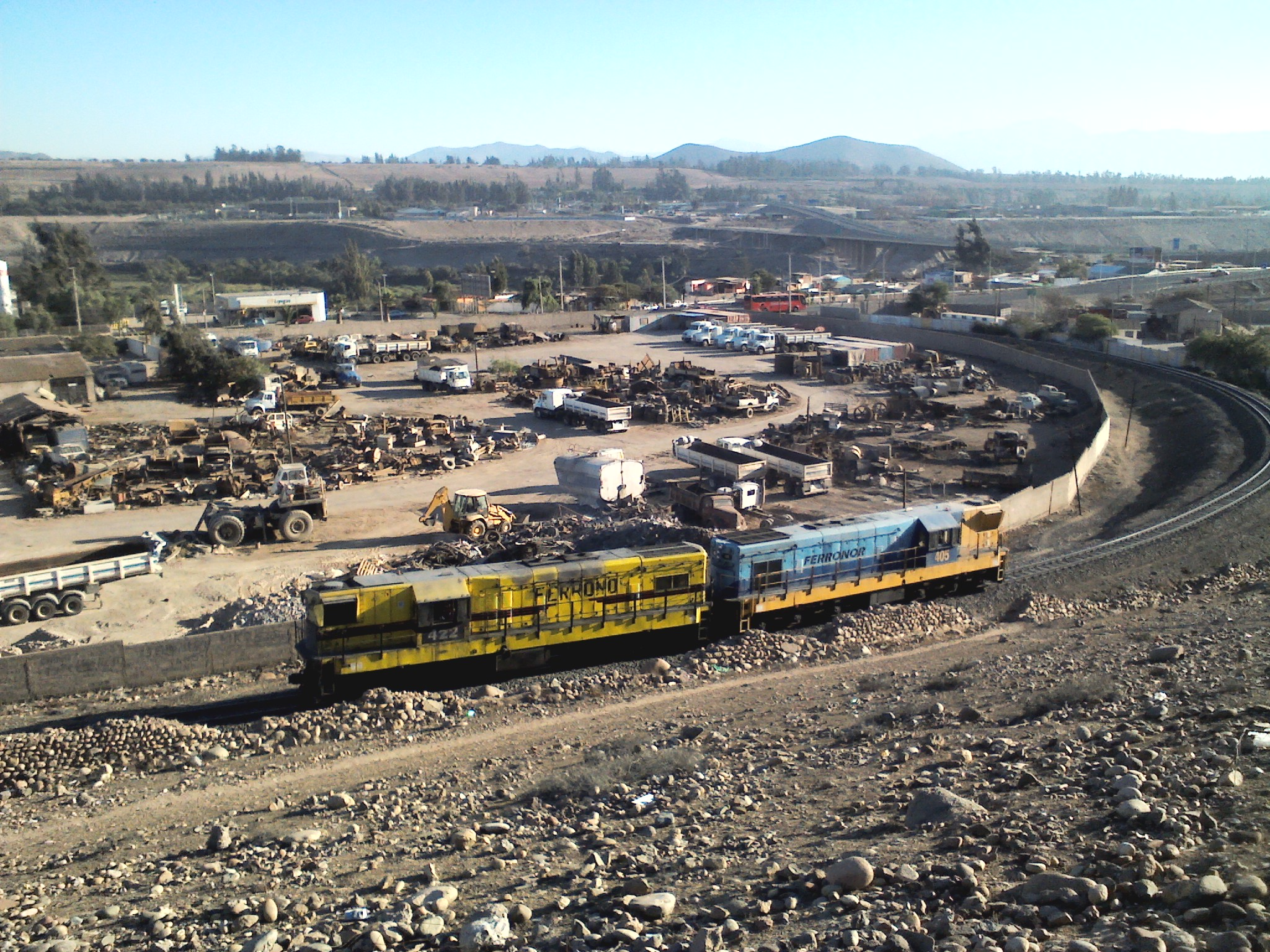
Dupla de GR12u.
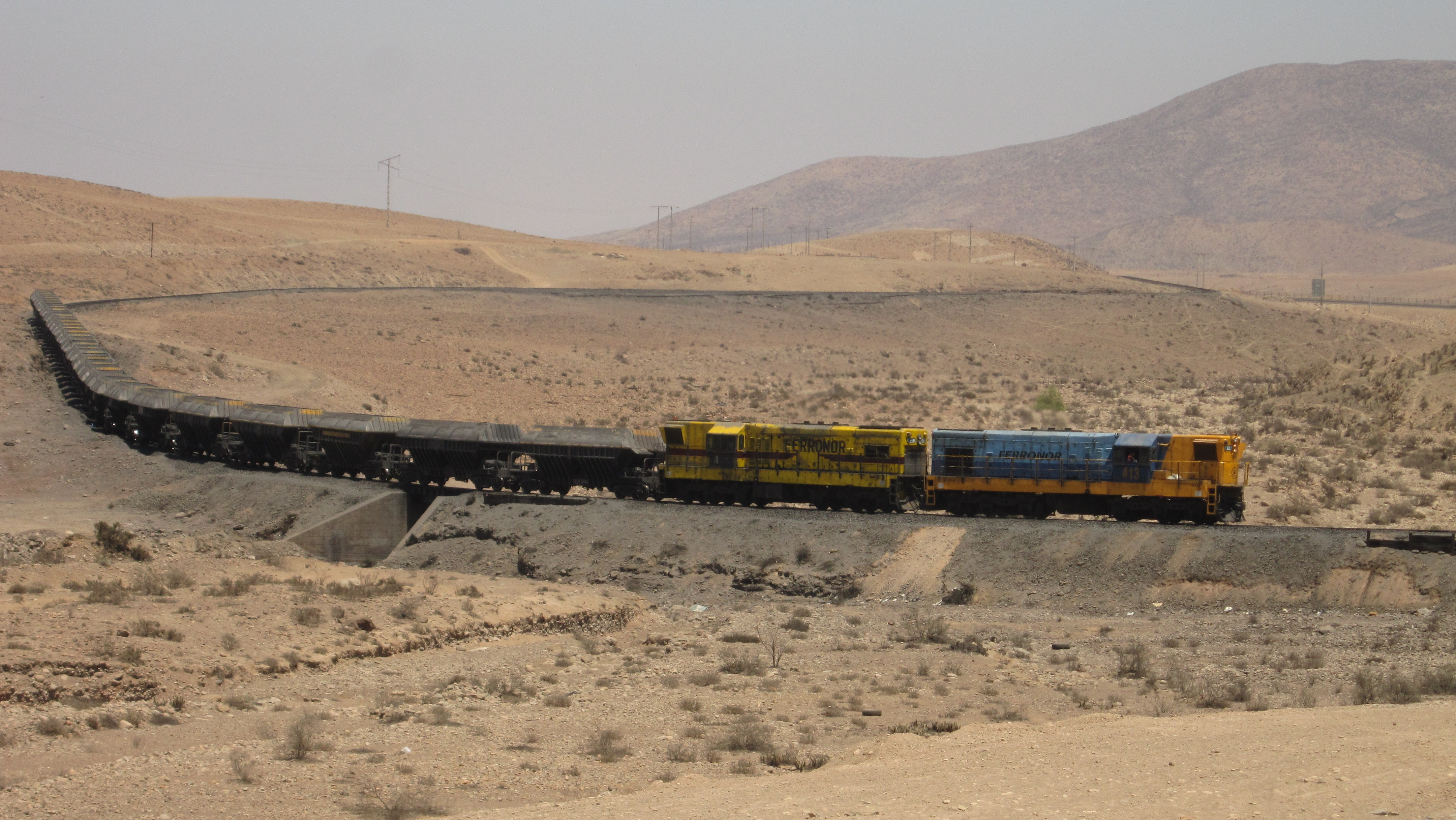
Tren de Ferronor rumbo a la mina Los Colorados. Nótese la pendiente del trazado.
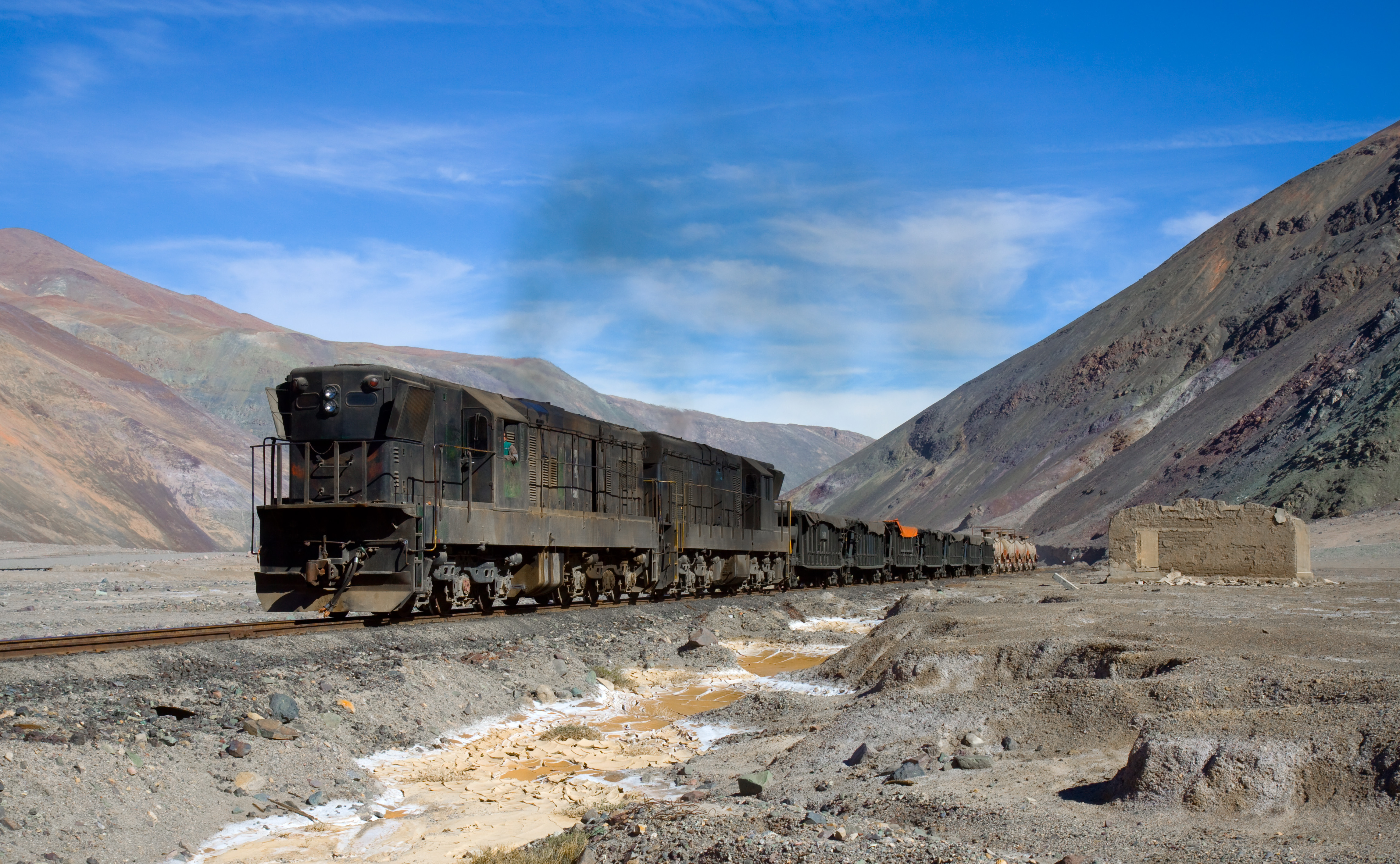
Transporte de concentrado de cobre entre Llanta y Río Sal.